# Batimetrija
Batimetrija izhaja iz grške besede "bathus"- globina. Je znanost o merjenju globine oceanov in morij in izdelavi kart morskega dna. Batimetrijske karte ponazarjajo točne in merljive opise in vizualne prikaze očem nevidnega potopljenega terena. Za izmero se uporabljajo profesionalni batimetrični enosnopni in večsnopni sonarji, laserji in sateliti. Rezultat izmere je visokoresolucijski posnetek topografije dna, ki služi za generiranje različnih vrst podatkov (DMR, izobate, karta globin, lociranje objektov na dnu, volumni, linije presekov globin, spremembe stanja morskega dna).